# 절부암
절부암(節婦岩)은 대한민국 제주특별자치도 제주시 한경면에 있는 바위이다. 1981년 8월 26일 제주특별자치도의 기념물 제9호로 지정되었다.

## 현지 안내문
고씨부인의 절개를 기리고 있는 바위이다.
조선 후기 이 마을의 어부 강사철이 고기잡이를 나갔다가 거센 풍랑으로 변을 당하였다. 그의 처 고씨는 며칠동안 남편을 찾아 헤매다가 끝내 남편을 찾지 못하자 남편의 뒤를 따르는 것이 도리라 생각하여 소복을 입고 이곳 나무에 목매어 자살하고 말았다. 그러자 홀연히 남편의 시체가 이 바위 밑에 떠올랐으므로 사람들은 모두 중국 조아(曹娥:조간의 딸로 조간이 강을 건너다가 급류에 빠져 죽자 70일 동안을 아버지를 찾아 헤매었다. 시체를 찾지 못하자 조아도 강물에 몸을 던졌는데 5일만에 아버지 조간의 시체를 안고 물 위에 떠올랐다 한다)의 옛 일과 같다고 감탄하였다 한다.
이를 신통히 여긴 당시 판관 신재우는 고씨가 자결한 바위에 ‘절부암(節婦岩)’이라는 글귀를 새겨 후대에 기리게 하였다. 또한 관(官)에서는 이들 부부를 합장한 후 그 넋을 위로하고자 이 마을 주민들로 하여금 매년 3월 15일에 제사를 지내도록 하였다.

## 참고 문헌
- 이 문서에는 다음커뮤니케이션(현 카카오)에서 GFDL 또는 CC-SA 라이선스로 배포한 글로벌 세계대백과사전의 내용을 기초로 작성된 글이 포함되어 있습니다.

## 참고 자료
- 절부암 - 국가유산청 국가유산포털